# Корецький Леонід Мусійович
Леонід Мусійович Корецький (8 листопада 1920, Умань — 1997) — український економіко-географ, педагог, доктор економічних наук, професор, академік Української екологічної академії наук.

## Біографія
Народився 8 листопада 1920 року в місті Умані (тепер Черкаської області). Там же закінчив середню школу і 1937 року поступив до Київського університету, який закінчив 1946 року. 1950 року закінчив аспірантуру при Інституті економіки АН УРСР (був учнем Костянтина Воблого), захистив кандидатську дисертацію. У 1950–1965 роках працював в цьому ж інституті старшим науковим співробітником, завідувачем відділу, заступником директора. Водночас був завідувачем редакції економіки Головної редакції Української радянської енциклопедії. У 1954–1960 роках був представником УРСР у Комісії ООН з народонаселення і Статистичній комісії.
У 1965–1976 роках працював у Секторі географії АН УРСР (нині Інститут географії НАН України). З 1976 по 1991 рік займався педагогічною діяльністю, завідував кафедрою економічної та соціальної географії Київського державного педагогічного інституту імені М. Горького. Помер у 1997 році.

## Наукова діяльність
Автор понад 250 наукових праць з теоретичних проблем економічної та соціальної географії, розміщення продуктивних сил України, зокрема географії промисловості, розвитку територіально-промислових комплексів, економічного районування, розселення населення, автор або співавтор розділів 16 колективних праць і окремих монографій з економіки і географії, зокрема:
- «Нариси економічної географії Української РСР».
- «Західне Полісся УРСР»;
- «Українська РСР»;
- «Волинська область»;
- «Напрями спеціалізації і комплексного розвитку Київського регіону»;
- «Географія промисловості Української РСР»;
- «Економічні проблеми розвитку і територіальної організації промисловості України»;
- «Методичні основи розміщення промисловості в містах Української РСР»;
- «Аналіз розвитку і розміщення продуктивних сил Української РСР»;
- «Міжгалузеві виробничі зв'язки» та інших.

Обґрунтував (у співавторстві) поділ України на три великі економічні райони — складові генерального районування СРСР з 1963 року. Вніс вклад у досліджень окремих міст і рекомендацій щодо напрямів їх розвитку: Бердянська (1974), Канева (1980), Білої Церкви (1985).
Брав активну участь у створенні «Української радянської енциклопедії» першого (1958–1965 роки) і другого (1978–1982 роки) видань. Автор низки статей до:
- «Енциклопедії народного господарства України»;
- «Краткой географической энциклопедии»;
- «Большой советской энциклопедии».
- «Географічної енциклопедії України» в 3-х томах.

Під його керівництвом підготовлено понад 30 кандидатів і докторів наук.

## Відзнаки
Нагороджений орденом Вітчизняної війни ІІ ступеня, медаллю імені А. С. Макаренка (1980), Почесною грамотою видавництва «Советская Энциклопедия» та іншими нагородами. В 1995 році обраний почесним членом Українського географічного товариства.